# Universidad Antonio Nariño
La Universidad Antonio Nariño (UAN) es una entidad privada, con Personería Jurídica, sin ánimo de lucro, sujeta a inspección y vigilancia por medio de la Ley 1740 de 2014 y la ley 30 de 1992 del Ministerio de Educación de Colombia. Reconocida como Universidad según la Resolución N.º 05846 de julio de 1994. Como entidad universitaria, es una comunidad de personas constituida por todos los estamentos institucionales, comprometida con la educación integral del ser humano, en la formación de profesionales, humanistas y técnicos, que requieren el desarrollo del país, la preservación y enriquecimiento de su cultura, la investigación científica y la búsqueda personal de satisfacción intelectual.
Integrada por 17 facultades que ofrecen más de 80 programas académicos de pregrado, posgrado y educación continuada en diferentes modalidades: presencial, a distancia y virtual, cuenta con Acreditación de Alta Calidad en 15 programas académicos: Psicología, Ingeniería Ambiental, Enfermería, Ingeniería Biomédica, Ingeniería Electrónica, Licenciatura en Artes Escénicas, Ingeniería de Sistemas y Computación, Licenciatura en Ciencias Sociales, Derecho, Ingeniería Civil, Ingeniería Industrial, Administración de Empresas, Licenciatura en Español e Inglés, Medicina y Licenciatura en Matemáticas.
El Grupo de Investigación Experimental High Energy Physics de la Universidad Antonio Nariño creado en 2006, hace parte de la Colaboración ATLAS (uno de los experimentos más importantes de la física actual) del Centro Europeo de Investigación Nuclear CERN. La universidad organiza las Olimpiadas Colombianas de Matemáticas, Computación, Física, Ciencias y Astronomía desde el año 1991.

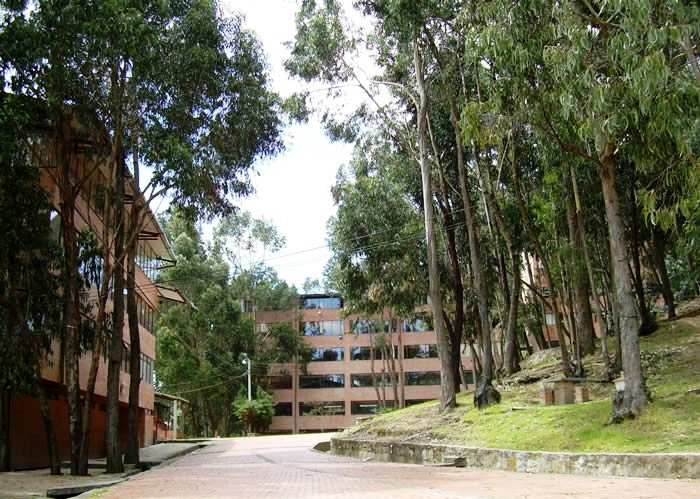
Sede Circunvalar, Bogotá.

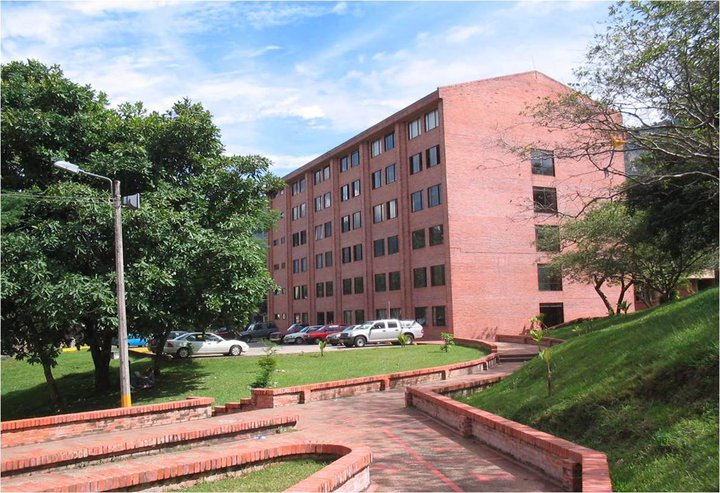
Sede Circunvalar, Bogotá.

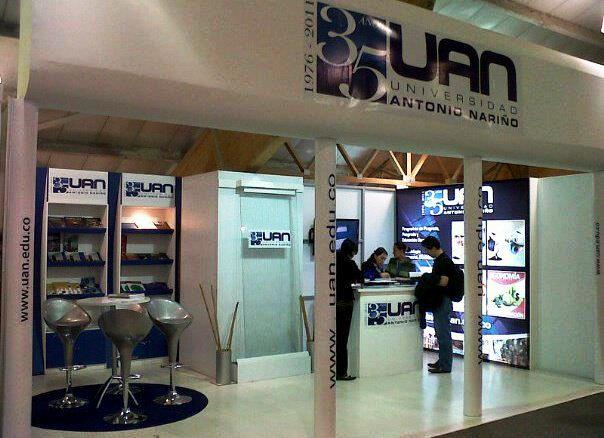
Expo-Universidad 2011

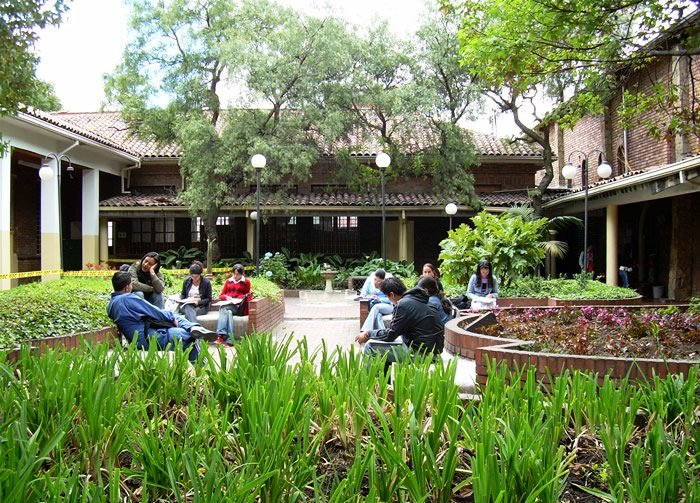
Patio Central Sede Sur

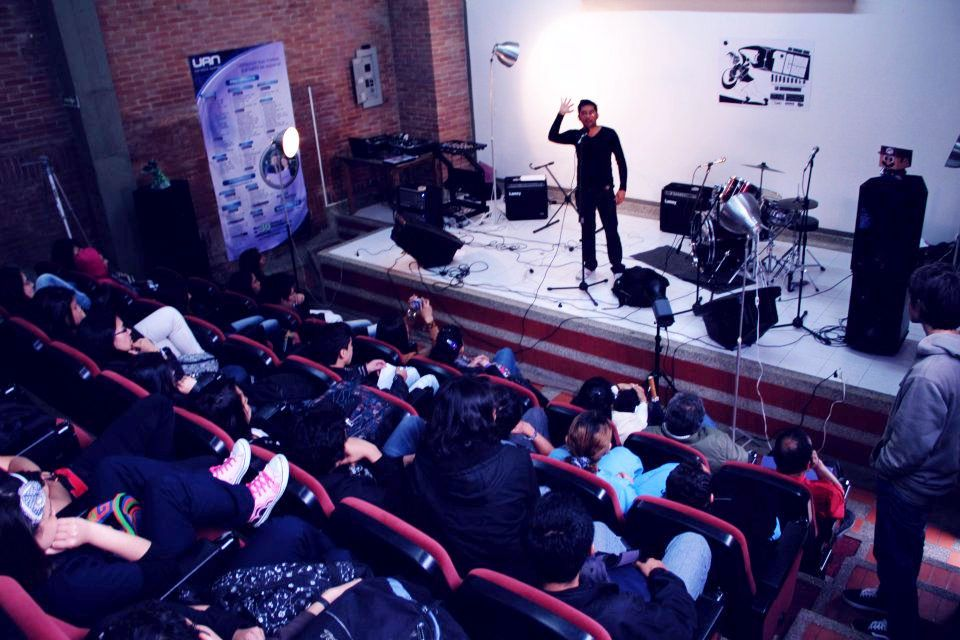
Teatrino Sede Circunvalar

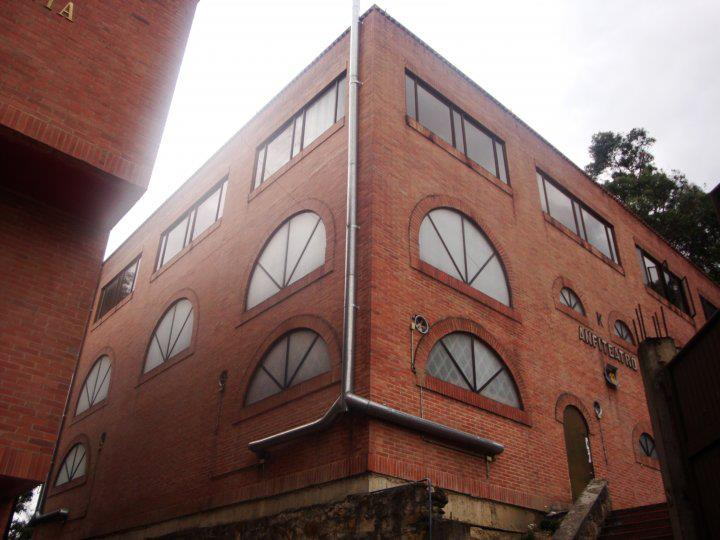
Anfiteatro Facultad de Medicina

## Historia
La Universidad Antonio Nariño se inscribe dentro del panorama universitario el 7 de marzo de 1976, en las antiguas instalaciones de la Escuela de Medicina de la Universidad Javeriana, ubicadas en la Calle 20 Sur N.º 13 –61 de la ciudad de Bogotá bajo el nombre de Universidad Independiente de Colombia Antonio Nariño.
La decisión de iniciar actividades en la zona Sur de Bogotá, responde en primer lugar, a la falta de un centro universitario en dicho sector y en segundo término, a que la política de cobertura educativa de entonces, no preveía la ampliación o creación de universidades estatales y programas de pregrado. Por ende, fueron muchos los jóvenes que no podían ser admitidos, y en su mayoría eran habitantes del sur de la capital.
Fue así como la UAN, tomó la decisión de liderar el impacto educativo y cultural en dicha área, y estructuró su oferta académica con cuatro programas inicialmente: Administración de Empresas, Contaduría Pública, Licenciaturas en Matemáticas y Física, y en Química y Biología.
Esto significó que para finales de 1977, con la asistencia de representantes del gobierno y el ICFES, la sede Sur de la UAN, se inaugurara oficialmente, tras haber sido aprobados los programas con su correspondiente infraestructura física y académica. De tal modo, las clases iniciaron el 2 de febrero de 1978. 

### Años 1980
A lo largo de la década de los años 80, la UAN consolida y amplía su portafolio educativo a nivel de pregrado y postgrado. Además comienza una nueva fase de su historia, al ofrecer programas a distancia, lo que le permite establecer centros de estudio en cada una de las regiones del país. Lo hace primero en Armenia, luego en Neiva e Ibagué, y posteriormente en Pereira, Buga, Tunja, Roldanillo, Cartago y Rionegro.

### Años 1990
Esta década inicia con los ciclos profesionales de Ingeniería Mecánica (1991) y Tecnología en Sistematización de Datos (1992) bajo la modalidad abierta y a distancia. Para los años siguientes, la UAN se concentra en adoptar su desarrollo a las exigencias del país con los programas de Ingeniería Biomédica, Ingeniería Electromecánica, Optometría, Terapias Psicosociales, Psicología, Odontología, Medicina, Medicina Veterinaria, Comercio Internacional, Economía, Derecho, Arquitectura, Hotelería y Turismo Ecológico, Ingeniería del Desarrollo Ambiental.
Así mismo, en 1998 presenta su primer programa de Maestría en Educación Matemática.

### Años 2000
El proceso de crecimiento académico de la UAN, no solo se ha complementado con la construcción de instalaciones propias, diseñadas y proyectadas como campus universitario, y la asignación de recursos físicos y financieros necesarios, como son laboratorios, audiovisuales, biblioteca y centros de cómputo.
También ha contribuido la apreciación constante, constructiva y crítica de los propios procesos desde dentro (autoevaluación, autorregulación), y desde fuera (vigilancia por parte del Estado), en la tarea de mejoramiento continuo tanto en aquellos aspectos que constituyen las mayores fortalezas de la Universidad como en aquellos que requieren redirigirse.
En más de tres décadas de desarrollo institucional ha contribuido a Colombia en la formación de profesionales en diferentes áreas del conocimiento. En ejercicio de su función en favor de la educación, ha obtenido una decantada experiencia, reconocida tanto en el país como en el exterior, y ratificada por las diferentes instancias del Estado Colombiano.

### Nueva Sede Universidad Antonio Nariño en Duitama
El 26 de enero de 2011 la Universidad adquirió un lote que desde 1996 estaba abandonado frente a la hoy clínica Boyacá, y que adquirió al municipio.
Este predio de 10 000 metros cuadrados había sido adquirido por el Municipio el 3 de junio de 1959 por 30 mil pesos, y fue vendido a la UAN en $2.512.000.000 de pesos.
Directivas de la Universidad anunciaron la construcción allí de sus nuevas instalaciones ya que actualmente funcionan con sus facultades de derecho y contaduría en una edificación campestre que tienen en arriendo en cercanías a la UNAD.
El predio había sido adquirido hace 52 años para la plaza de ferias pero mediante una sentencia de tutela proferida por la sala civil del tribunal de Santa Rosa de Viterbo el 30 de octubre de 1996, se obligó al municipio a clausurar de manera definitiva esa actividad, amparándole a la comunidad del barrio La Perla el derecho a la salud y a gozar de un ambiente sano. En el sitio además de la plaza de ferias funcionaron establos, caballerizas y prestó el servicio para guardar animales e inclusive de consejo municipal.

## Sedes
La Universidad Antonio Nariño (UAN) es una institución educativa con alcance Nacional. Actualmente, tiene presencia en 26 ciudades de Colombia, lo que permite brindar oportunidades de acceso a la educación a un amplio sector de la población.
- Bogotá:
  - Sede Sur: Inaugurada el 15 de diciembre del año 1977. Se encuentra ubicada actualmente en la calle 22 sur #12D-81.
  - Sede Circunvalar: Inaugurada en el año 1997. Se encuentra ubicada actualmente en la carrera 1 este #47.ª-15.
  - Sede Federmán: Ubicada actualmente en la calle 58A # 37-94.
  - Sede Ibérica: ubicada actualmente en la carrera 7 # 16-75.

- Armenia: Nace en el año 1976. Está ubicada actualmente en la Avenida Bolívar # 49 Norte – 30.

- Bucaramanga: Inicia sus actividades en la ciudad promoviendo el posgrado "Especialización en computación para la docencia". Ubicada actualmente en la carrera 27 # 32 – 11

- Buenaventura: Inician actividades en el año de 1997 en las instalaciones del colegio Seminario San Buenaventura. Ubicada actualmente en la Avenida Simón Bolívar # 47C – 70.

- Buga: Abrió sus puertas desde el 1 de abril de 1985 con el programa de Tecnología en Sistematización de Datos con 18 estudiantes. Ubicada actualmente en el Callejón Lechugas - Salida Norte Buga – Tuluá.

- Cali: Inició operaciones en el año de 1993. Actualmente cuenta con dos sedes en la ciudad: Farallones ubicada en el Kilómetro 18 vía Cali – Jamundí; y la sede Norte ubicada en la calle 15 Norte # 6N - 36 en el Barrio Granada.